# Colonia los Robles
Colonia los Robles är en ort i Mexiko.   Den ligger i kommunen Puerto Vallarta och delstaten Jalisco, i den centrala delen av landet, 600 km väster om huvudstaden Mexico City. Colonia los Robles ligger 88 meter över havet och antalet invånare är 102.
Terrängen runt Colonia los Robles är varierad. Havet är nära Colonia los Robles åt nordväst. Runt Colonia los Robles är det tätbefolkat, med 266 invånare per kvadratkilometer. Närmaste större samhälle är Puerto Vallarta, 3,2 km nordväst om Colonia los Robles. I omgivningarna runt Colonia los Robles växer huvudsakligen savannskog.